# Az igazi és a hamis
Az igazi és a hamis (eredeti cím: Il vero e il falso) 1972-ben bemutatott olasz film, amelynek főszereplői Terence Hill, Martin Balsam és Paola Pitagora. Az élőszereplős játékfilm rendezője Eriprando Visconti, producere Bruno Turchetto. A forgatókönyvet Eriprando Visconti, Luigi Malerba és Lorenzo Gicca Palli írták. A zenéjét Giorgio Gaslini szerezte. A mozifilm az Euro International Films és az Explorer Film '58 gyártásában készült. Műfaja bűnügyi filmdráma.
Olaszországban 1972. április 7-én mutatták be a mozikban, Magyarországon 1990. augusztus 11-én az MTV2-n vetítették le a televízióban.

## Cselekmény
Luisa Santinit ártatlanul elítélik férje szeretőjének meggyilkolásáért. Amikor hét év után – szabadulása után – az „áldozatot” teljes épségben találja férje lakásán – valóban megöli. Nyugodtan várja az újabb bírósági ítéletet, hiszen ugyanazért a tettért nem lehet valakit kétszer elítélni. A zavaros, korrupciótól terhes ügyben Luisa őszintesége segítőtársra talál egykori ügyvédje személyében. S barátra nagy szükség van, mert az olasz igazságszolgáltatás malmai lassan, s nem hibátlanul őrölnek.

## Szereplők
| Szereplő                                | Színész               | Magyar hang          |
| --------------------------------------- | --------------------- | -------------------- |
| Marco Manin                             | Terence Hill          | Benkő Péter          |
| Turrisi kerületi ügyész                 | Martin Balsam         | Gruber Hugó          |
| Luisa Santini                           | Paola Pitagora        | Kiss Mari            |
| Claudio Santini                         | Adalberto Maria Merli | Felföldi László      |
| Norma Zeitzler                          | Shirley Corrigan      | Détár Enikő          |
| Giulia Turrisi                          | Esmeralda Ruspoli     | Moór Marianna        |
| Maresciallo Falcchetti, rendőrfelügyelő | Pietro Tordi          | Farkas Antal         |
| Doktor                                  | Néstor Garay          | Kisfalussy Bálint    |
| Hivatalnok, aki az akták közt kutat     | Orazio Stracuzzi      | Pusztaszeri Kornél   |
| Benzinkutas                             | N/A                   | Pusztaszeri Kornél   |
| Igazságügyi orvosok                     | Luca Sportelli        | Elekes Pál           |
| Igazságügyi orvosok                     | Barry Simmons         | Elekes Pál           |
| Bíró                                    | Piero Gerlini         | Hollósi Frigyes      |
| Amedeo Domenichetti, a vadász           | Giorgos Kovaios       | Kárpáti Tibor        |
| De Vecchi ügyvéd                        | Ettore Geri           | Kun Vilmos           |
| Adalgisa Alberti, bejárónő              | Maria Teresa Albani   | Pásztor Erzsi        |
| Edith Mollendorf                        | Isabelle Marchall     | Magda Gabi           |
| Apáca a börtönben                       | Gina Mattarolo        | Bakó Márta           |
| Kegyelmes úr                            | Vittorio Sanipoli     | Pathó István         |
| Bruno Neri, szemüveges szemtanú         | Giovanni Brusadori    | Jakab Csaba          |
| Bajszos rendőrfelügyelő Rómában         | Salvatore Puntillo    | Vass Gábor           |
| Manca, Turrisi kollégája                | Enzo Robutti          | Izsóf Vilmos         |
| Hoteligazgató                           | Enrico Formichi       | Kenderesi Tibor      |
| Római bíró                              | Alessandro Sperli     | Makay Sándor         |
| Szemtanú a tömegben                     | N/A                   | Szabó Sipos Barnabás |
| Santini ügyvédje                        | N/A                   | Csankó Zoltán        |
| Szállodapincér                          | N/A                   | Dobránszky Zoltán    |

## Televíziós megjelenések
TV-2